# París-Tours 1995
La París-Tours 1995 fue la 89.ª edición de la clásica París-Tours. Se disputó el 15 de octubre de 1995 y el vencedor final fue el italiano Nicola Minali del equipo Gewiss-Ballan.
Era la décima carrera de la Copa del Mundo de ciclismo de 1995.

## Clasificación general
|    | Ciclista           | Equipo                  | Tiempo     |
| -- | ------------------ | ----------------------- | ---------- |
| 1  | Nicola Minali      | Gewiss-Ballan           | 5h 45' 55" |
| 2  | Andrei Tchmil      | Lotto-Isoglass          | m. t.      |
| 3  | Sven Teutenberg    | Novel-Decca             | m. t.      |
| 4  | Jürgen Werner      | Deutsche Telekom-Merckx | m. t.      |
| 5  | Johan Capiot       | Refin-Cantina Tollo     | m. t.      |
| 6  | Hendrik Redant     | TVM-Gazelle             | m. t.      |
| 7  | Adriano Baffi      | Mapei-GB                | m. t.      |
| 8  | Lars Michaelsen    | Festina-Loto            | m. t.      |
| 9  | Michele Bartoli    | Mercatone Uno-Saeco     | m. t.      |
| 10 | Gabriele Missaglia | Brescialat              | m. t.      |